# Libéral Bruant

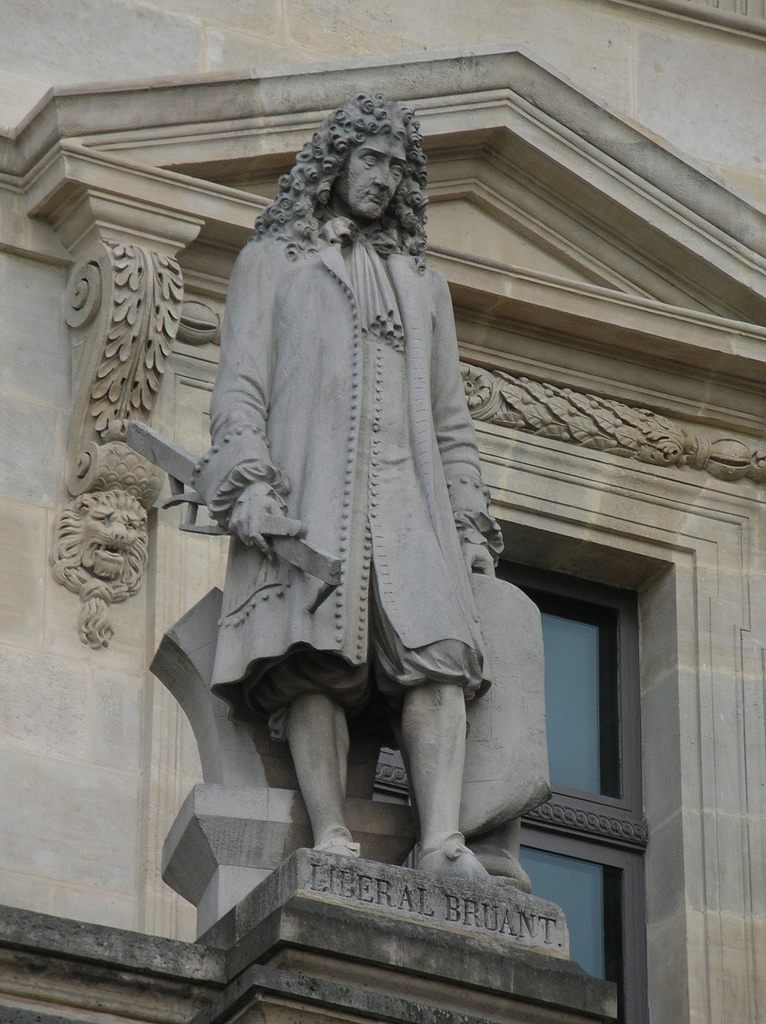
Imagem de Libéral Bruant, no Museu do Louvre, Paris.

Libéral Bruant (c. 1635 – Paris, 22 de novembro de 1697), foi um arquiteto francês mais conhecido como o designer do Hôtel des Invalides, Paris, que agora é dominado pela cúpula erguida por Jules Hardouin Mansart, seu colaborador nas fases anteriores da construção. Uma comparação da entrada central de Bruant para os Invalides, sob uma cornija arqueada repleta de troféus militares com a Église du Dome de Mansart, dá uma ideia clara da diferença entre o Alto Barroco de Bruant e o Barroco Tardio contido e um tanto acadêmico de Hardouin-Mansart.